# Sophronica funebris
Sophronica funebris là một loài bọ cánh cứng trong họ Cerambycidae.